# Christian Estrosi
 Christian Estrosi (født 1. juli 1955 i Nice) er en fransk politiker, der varr borgmester i Nice fra 2008 til 2016.
Før han for alvor indledte sin politiske karriere, var han en kendt motorcykel racerkører, der nåede at vinde en afdeling af verdensmesterskabet for 750 cm3 i 1977.

## Politisk karriere
Christian Estrosi blev første gang valgt ind i byrådet i Nice i 1983, i 1985 blev han endvidere valgt ind i departementsrådet i Alpes-Maritimes.
I 1988 bliver han valgt som deputeret til den franske nationalforsamling for
RPR, efter at have vundet over socialisten Jean-Hugues Colonna i den femte valgkreds i Alpes-Maritimes.
Han bliver i 1992 første vice-præsident i regionalrådet for Provence-Alpes-Côte d'Azur(PACA), mandatet nedlægger han i 2002, på grund af for mange politiske poster.
I 1993,1997 og 2002 bliver han genvalgt til Nationalforsamlingen.
Efter at Charles Ginésy er gået af, bliver Christian Estrosi 18. september 2003 valgt som præsident for departementsrådet i Alpes-Maritimes. Han bliver genvalgt i 2004.

### Parlaments arbejde
Den 2. juni 2005 bliver Chrstian Estrosi udnævnt til viceminister med ansvar for udvikling af landet, under ministeren for udvikling af landet Nicolas Sarkozy, i regeringen Dominique de Villepin. Han udnævnes den 19. juni 2007 til Statssekretær med ansvar for DOM-TOM under indenrigsministeriet i regeringen François Fillon II

### Borgmester i Nice
Den 21. oktober 2007 annoncerer han sit kandidatur til borgmesterposten i Nice, som han bliver valgt til den 21. marts 2008.